# Aktiebolag
Aktiebolag（ˈakːˈtsɪəbʊlɑːɡ，"股份公司"）是瑞典语中的"有限公司"或"公司"。其缩写为AB（瑞典）， Ab（芬兰）或 A/B（常用于老公司），含义和Ltd和LLC大致相同。负责为aktiebolag登记的部门在瑞典被称为瑞典公司注册办事处。